# Bikur Cholim
Towarzystwa Pielęgnowania Chorych „Bikur Cholim” (hebr. odwiedzanie chorych) - filantropijna charytatywna żydowska organizacja społeczna, której celem było odwiedzanie oraz fizyczna i psychiczna pomoc osobom chorym i biednym, w tym prowadzenie stołówek. 
Przed II wojną światową w Polsce, Bikur Cholim działał w każdym mieście, gdzie funkcjonowała gmina żydowska. Niektóre oddziały prowadziły własne domy modlitwy, jak na przykład w Lublinie. Obecnie towarzystwo to działa jedynie w Gminie Wyznaniowej Żydowskiej w Warszawie i Łodzi.